# Thrigmopoeus truculentus
Thrigmopoeus truculentus é uma espécie de aranha pertencente à família Theraphosidae (tarântulas).